# Silvio Martinello
Silvio Martinello (ur. 19 stycznia 1963 w Padwie) – włoski kolarz torowy i szosowy, dwukrotny medalista olimpijski oraz dziewięciokrotny medalista torowych mistrzostw świata.

## Kariera
W 1984 roku Silvio Martinello wystartował na igrzyskach olimpijskich w Los Angeles, gdzie zajął czwarte miejsce w drużynowym wyścigu na dochodzenie, w którym Włosi przegrali walkę o brązowy medal z reprezentantami RFN. Na rozgrywanych rok później mistrzostwach świata w Bassano wspólnie z Roberto Amadio, Massimo Brunellim i Gianpaolo Grisandim wywalczył w tej samej konkurencji złoty medal. Na kolejny medal na międzynarodowej imprezie musiał czekać do 1995 roku, kiedy na mistrzostwach świata w Bogocie razem z Marco Villą zwyciężył w madisonie, a indywidualnie był najlepszy w wyścigu punktowym. W międzyczasie pięciokrotnie zdobył mistrzostwo kraju, wygrał także jeden z etapów Vuelta a España (1990 r.) oraz Giro d’Italia (1991 r.), a w 1994 roku był drugi w klasyfikacji punktowej Tour de France. Igrzyska w Atlancie w 1996 roku przyniosły mu tytuł mistrza olimpijskiego w wyścigu punktowym, na podium Włoch wyprzedził Kanadyjczyka Briana Waltona oraz Australijczyka Stuarta O’Grady'ego. W tym samym roku zajął trzecie miejsce w tej konkurencji na mistrzostwach świata w Manchesterze, ulegając jedynie Hiszpanowi Joanowi Llanerasowi i Duńczykowi Michaelowi Sandstødowi. Na mistrzostwach w Manchesterze razem z Villą Martinello wywalczył ponadto złoty medal w madisonie. Duet Villa-Martinello zdobył także srebrny medal na mistrzostwach świata w Perth w 1997 roku oraz brąz trzy lata później na igrzyskach olimpijskich w Sydney. Z Perth Martinello wrócił ponadto ze złotym medalem zdobytym w wyścigu punktowym. W 1998 roku wziął udział w mistrzostwach świata w Bordeaux, gdzie razem z Andreą Collinellim był drugi w madisonie, a indywidualnie zdobył brązowy medal w wyścigu punktowym, w którym wyprzedzili go tylko Joan Llaneras oraz Niemiec Andreas Kappes. Silvio zakończył karierę w 2003 roku.